# Елена Бондар
Елена Бондар (6 листопада 1958) — румунська академічна веслувальниця.
Бронзова призерка Олімпійських Ігор 1980 року в складі вісімки.
Бронзова призерка Чемпіонату світу 1981 року в складі вісімки.